# Actinia gracilis
Actinia gracilis is een zeeanemonensoort uit de familie Actiniidae. De anemoon komt uit het geslacht Actinia. Actinia gracilis werd in 1834 voor het eerst wetenschappelijk beschreven door Hemprich & Ehrenberg. 